# Fuzileiros
El Cuerpo de Infantería de Marina de Portugal (en portugués: Corpo de Fuzileiros,que significa literalmente "Cuerpo de Fusileros") constituye la Fuerza de Asalto de Comandos de Élite y la rama de Operaciones Especiales de la Marina Portuguesa. Tiene funciones similares a las de los Batallones de Reconocimiento del USMC y de los Comandos de Marines Reales. El Cuerpo está especializado en guerra anfibia, reconocimiento costero, guerra no convencional, guerra de guerrillas, incursiones, interdicción marítima y operaciones de abordaje naval. Es una fuerza de élite de infantería ligera que opera como fuerza de reacción rápida. El actual Corpo de Fuzileiros es la principal fuerza de asalto. Los fuzileiros siguen siendo una fuerza totalmente voluntaria, con un intenso proceso de selección seguido de un entrenamiento centrado en el combate. Los Fuzileiros cuentan con recursos para mantener una competencia, experiencia y preparación excepcionales.

## Historia
La infantería de marina portuguesa (en portugués: Fuzileiros) tiene su origen directo en la unidad militar permanente más antigua de Portugal, el Regimiento de la Armada de la Corona de Portugal (Terço da Armada da Coroa de Portugal), creado en 1618. Sin embargo, desde 1585, existían tropas especializadas para proporcionar artillería y fusileros en los buques de guerra portugueses. El Regimiento de la Armada pronto fue considerado una unidad de élite. Como el Rey de Portugal no tenía una guardia real (sólo la Guardia Real de Alabarderos ceremonial), este Regimiento también se utilizaba en el papel de guardaespaldas de los monarcas.
En el siglo XVIII se creó un segundo regimiento de infantería naval. En 1791, se añadió un Regimiento de Artillería Naval.
En 1797, en el reinado de Reina María I, todos los regimientos de la Marina fueron fusionados e integrados en la nueva Brigada Real de la Marina (Brigada Real da Marinha), que incluía tres divisiones: Fusileros (fuzileiros), Artilleros (artilheiros) y Artifices (artifices e lastradores). En 1807, la Brigada fue reorganizada, pasando a estar formada por tres batallones, todos ellos de Artilleros.
.
.

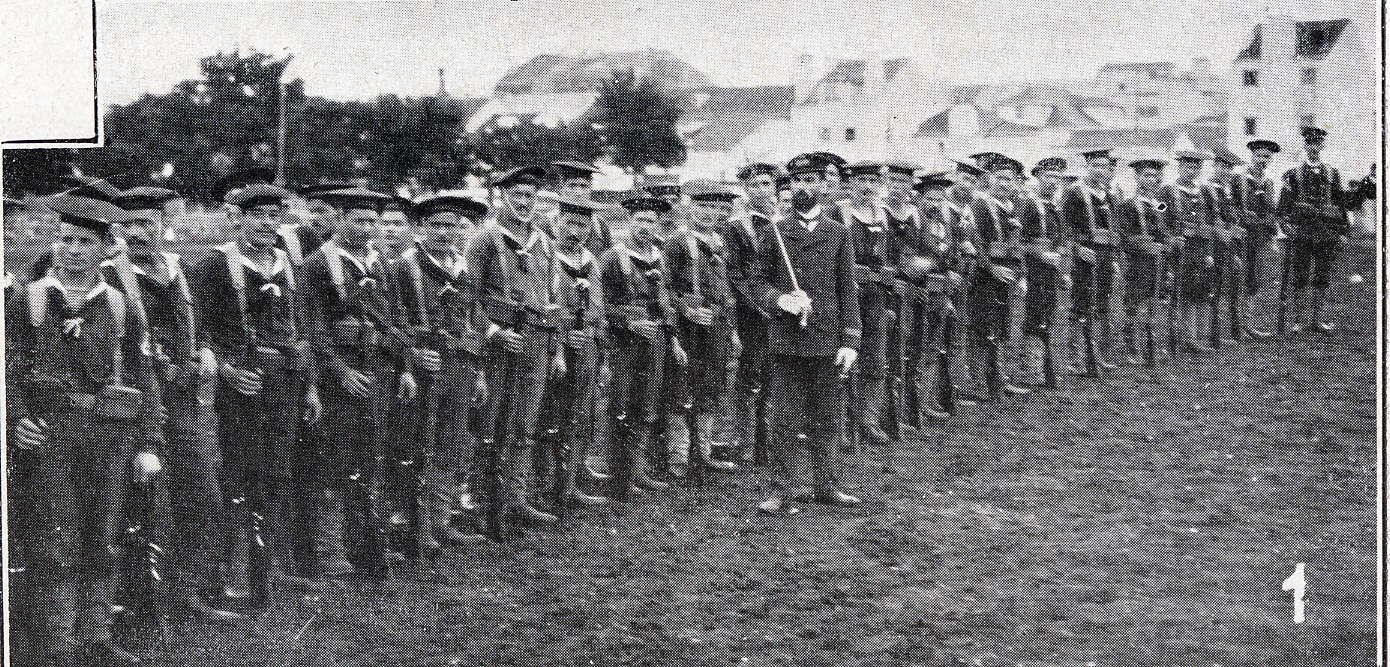
Marineros, de una de las fuerzas de infantería de marina que participaron en las expediciones coloniales portuguesas de finales del y principios del, listos para embarcar hacia Angola en 1907

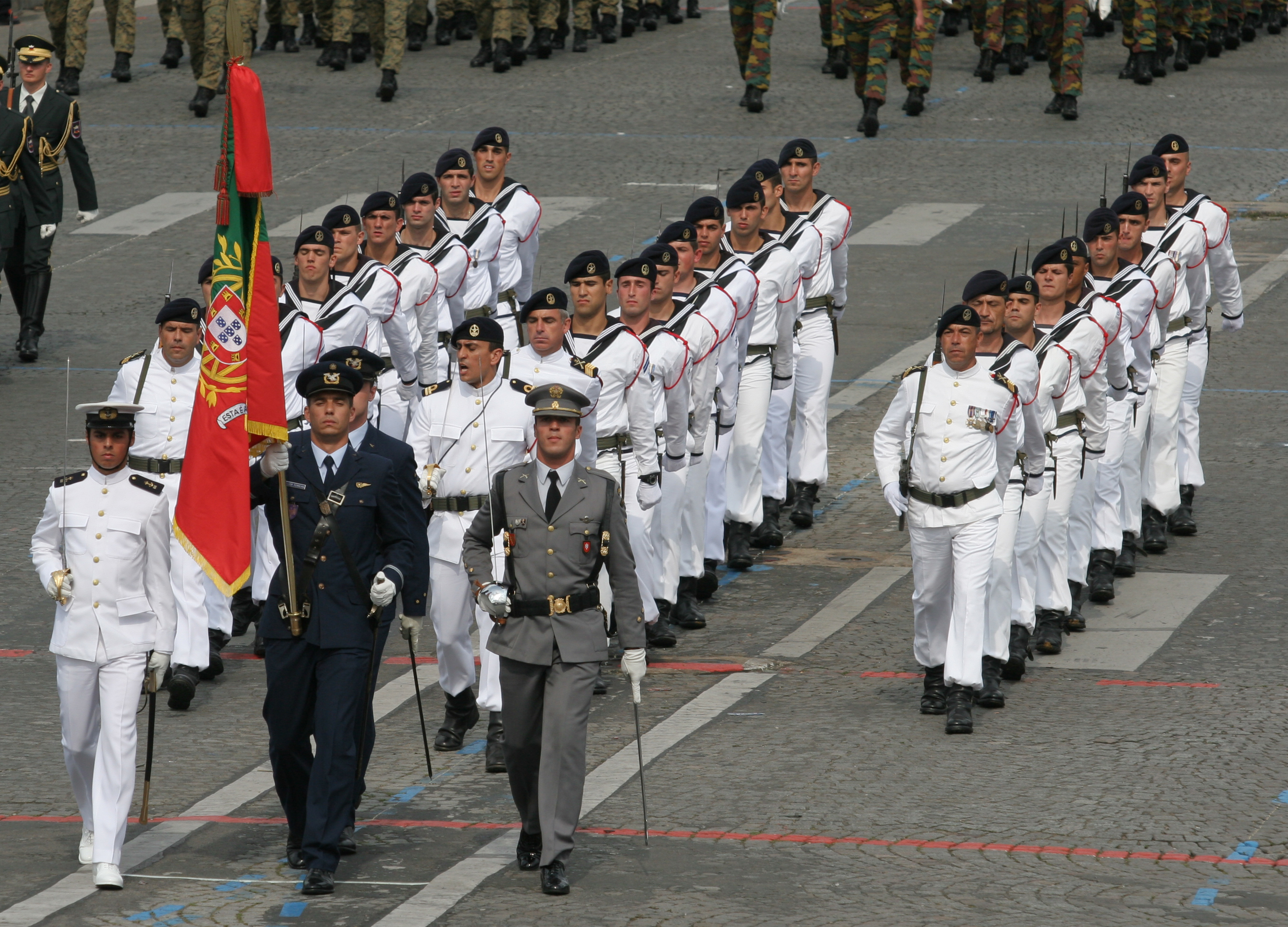
Fuzileiros portugueses con uniforme blanco de gala, desfilando en el Desfile Militar del Día de la Bastilla de 2007 en París

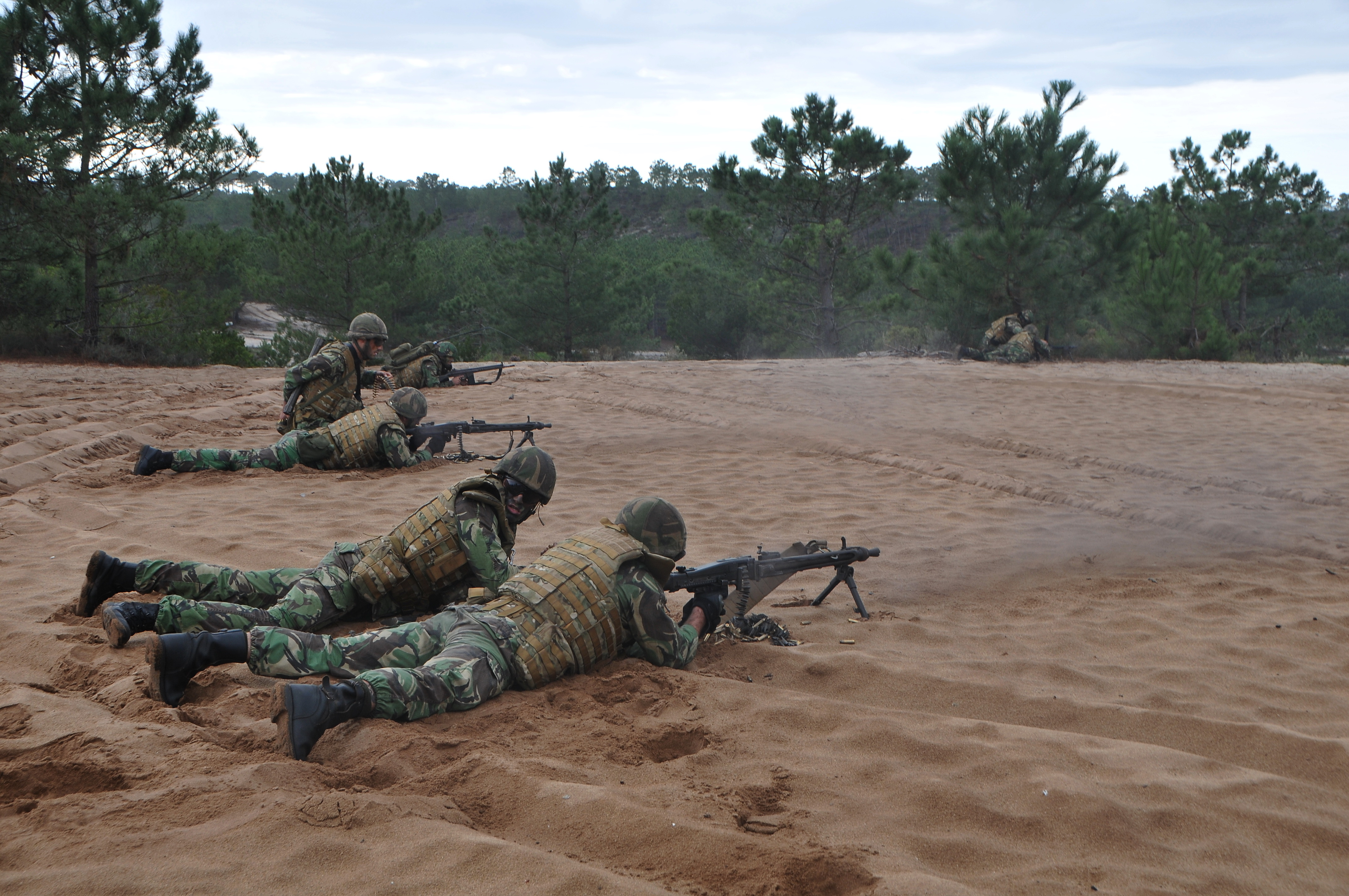
Marines machine gun teams in position after an airmobile assault in 2015

En 1808, el Ejército de Napoleón invadió y ocupó Portugal. Para no ser capturados y, así, mantener segura la soberanía portuguesa, la Familia Real y la mayor parte de la Corte se trasladaron a la colonia portuguesa de Brasil, a bordo de la flota portuguesa y acompañados por la mayor parte de la Brigada Real de la Marina. Este contingente de la Brigada continuó permaneciendo en Brasil, incluso después de su independencia en 1822, dando origen a lo que hoy es el Cuerpo de Marina de Brasil. En 1809, una fuerza de la Brigada en Brasil participó en la conquista portuguesa de la Guayana Francesa.
Con la mayor parte de la fuerza original de la Brigada permaneciendo en Brasil, en 1822 comenzó a ser reconstituida en Portugal. En 1823, se organizó en dos batallones.
Durante la guerra civil portuguesa (1828-1834), la Brigada Real de la Marina se alineó en el bando de las fuerzas miguelistas. En el bando contrario, sin embargo, los liberales crearon un Batallón de la Marina (Batalhão de Marinha). En 1832, el Batallón Liberal de la Marina fue aumentado y transformado en un Regimiento (Regimento da Armada) con cuatro batallones.
En 1836, ya después del final de la Guerra Civil, la Brigada Real de la Marina se extinguió. Fue sustituida por el nuevo Batallón Naval (Batalhão Naval) creado en 1837.
En cada una de las tripulaciones de los buques de la Marina portuguesa, sólo los oficiales y los miembros de los destacamentos embarcados del Batallón Naval (y anteriormente de la antigua Brigada Real de la Marina) eran militares, siendo los marineros civiles. El diferente estatus de las distintas partes de las tripulaciones siempre creó problemas.
En 1851, se tomó la decisión de militarizar a los marineros, con la creación del Cuerpo de Marineros Militares (Corpo de Marinheiros Militares). Este Cuerpo pasó a ser responsable de la provisión de las tripulaciones de los buques. Se organizó en 22 compañías de tripulación, cada una subdividida en dos medias compañías, más una compañía de depósito. Cada una de estas compañías y medias compañías estaba destinada a constituir la tripulación de un buque, por rotación. Todos los marineros del Cuerpo recibían una formación general que incluía marinería, artillería, infantería, combate con armas blancas, abordaje y desembarco anfibio. En cada compañía, un número de marineros recibía una formación avanzada en artillería naval, constituyendo su escuadra o artillería. Este adiestramiento militar hizo que los marinos pudieran asumir la responsabilidad de desempeñar también el papel de infantería naval cuando fuera necesario, lo que hizo innecesaria la existencia del Batallón Naval, que entonces se disolvió.

A partir de esta fecha, cada vez que era necesario realizar una operación anfibia, se constituían destacamentos de desembarco con marineros extraídos de las tripulaciones de los buques. Para las campañas coloniales de finales del siglo XIX y principios del XX, así como para la Primera Guerra Mundial, se organizaron fuerzas de infantería de marina más amplias y batallones navales en el propio Cuerpo de Marineros.
En 1924, se creó de nuevo una unidad permanente de infantería naval, siendo la nueva Brigada de la Guardia Naval (Brigada da Guarda Naval). Sin embargo, dejó de existir en 1934, siendo el papel de la infantería naval asumido de nuevo en su totalidad por los marineros regulares cuando era necesario.
La Infantería de Marina de Élite sólo reapareció como fuerza permanente en 1961, con el inicio de la Guerra Colonial. Además de la Escuela de Infantería de Marina (Escola de Fuzileiros), se crearon entonces dos tipos de unidades operativas de infantería de marina, los destacamentos de infantería de marina especial (DFE, destacamentos de fuzileiros especiais) y las compañías de infantería de marina (CF, companhias de fuzileiros). Mientras que los DFE fueron diseñados para operar como unidades de asalto anfibio, los CF se centraron en el patrullaje naval y en la defensa de buques e instalaciones navales. Durante esta guerra, y hasta 1975, más de 14.000 marinos combatieron en Guinea Portuguesa, Angola y Mozambique.
Hasta 1975, no existía un Mando unificado de la Infantería de Marina, siendo las diversas DFE y CF unidades separadas, dependientes de los diversos mandos de defensa naval y marítima de las zonas donde operaban. En este año, se creó el Cuerpo de Infantería de Marina (Corpo de Fuzileiros), unificando todas las unidades de infantería de marina bajo un único mando y convirtiéndose en Fuerza de Asalto de Comandos de Élite.

## Organization

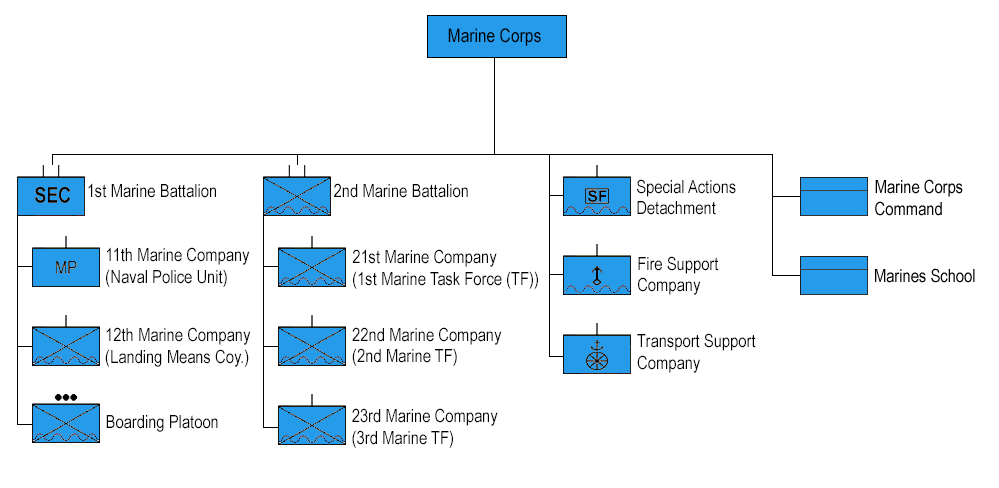
Portuguese Marines Corps Structure

Since 2015, the Portuguese Marine Corps is organized into:
- Comando del Cuerpo de Marines (Comando do Corpo de Fuzileiros);
- Departamentos de apoyo del Cuerpo de Infantería de Marina (Administrativo y Financiero, Operaciones, Gestión de Recursos y Apoyo General);
- Escuela de Infantería de Marina (Escola de Fuzileiros) - unidad de entrenamiento
- 1er Batallón de Infantería de Marina (Batalhão de Fuzileiros Nº1 (BF1)) - unidad de protección de la fuerza. Incluye:

1. Unidad de Policía Naval (Unidade de Polícia Naval (UPN)) - unidad de policía militar
2. Unidad de Medios de Desembarco (Unidade de Meios de Desembarque (UMD)) - Unidad de medios de desembarco
3. Pelotón de Abordaje-VBSS (PelBoard) - abordaje naval unidad

- Batallón de Infantería de Marina 2 (Batalhão de Fuzileiros Nº2 (BF2)) - unidad de proyección de fuerzas. Incluye tres fuerzas permanentes de Fuzileiros:

1. 1.ª Unidad de Tarea de Fuzileiros (FFZ1) - unidad de tarea de desembarco
2. 2.ª Unidad de Tarea de Fuzileiros (FFZ2) - unidad de tarea de desembarco
3. 3.ª Unidad de Tarea de Fuzileiros (FFZ3) - unidad de tarea de desembarco

- Departamento de Acciones Especiales (Destacamento de Acções Especiais (DAE)) - unidad de operaciones especiales. Constituye una unidad de tareas marítimas de operaciones especiales (SOMTU).

Las unidades de tareas permanentes del BF2 están diseñadas para realizar incursiones de comandos y otras operaciones anfibias a pequeña escala. Para llevar a cabo operaciones anfibias a mayor escala, el Cuerpo de Fuzileiros puede organizar un equipo de desembarco de batallón temporal (Batalhão Ligeiro de Desembarque), basado en el BF2, reforzado con medios adicionales de las demás unidades de Fuzileiros y del Departamento de Apoyo General del Cuerpo de Fuzileiros.
Los elementos de la Infantería de Marina tienen su base en las instalaciones del Vale do Zebro (Escuela de Fuzileiros) y en las instalaciones de la Alfeite (antigua Base de Marines).
La única formación naval de música de campo, la Fanfarra de la Armada (Fanfarra da Armada) depende del Mando de la Infantería de Marina.
En su uniformidad se diferencian de los otros cuerpos de la Marina Portuguesa por el cordón rojo y la boina azul (en vez de la gorra de plato)

## Instrucción

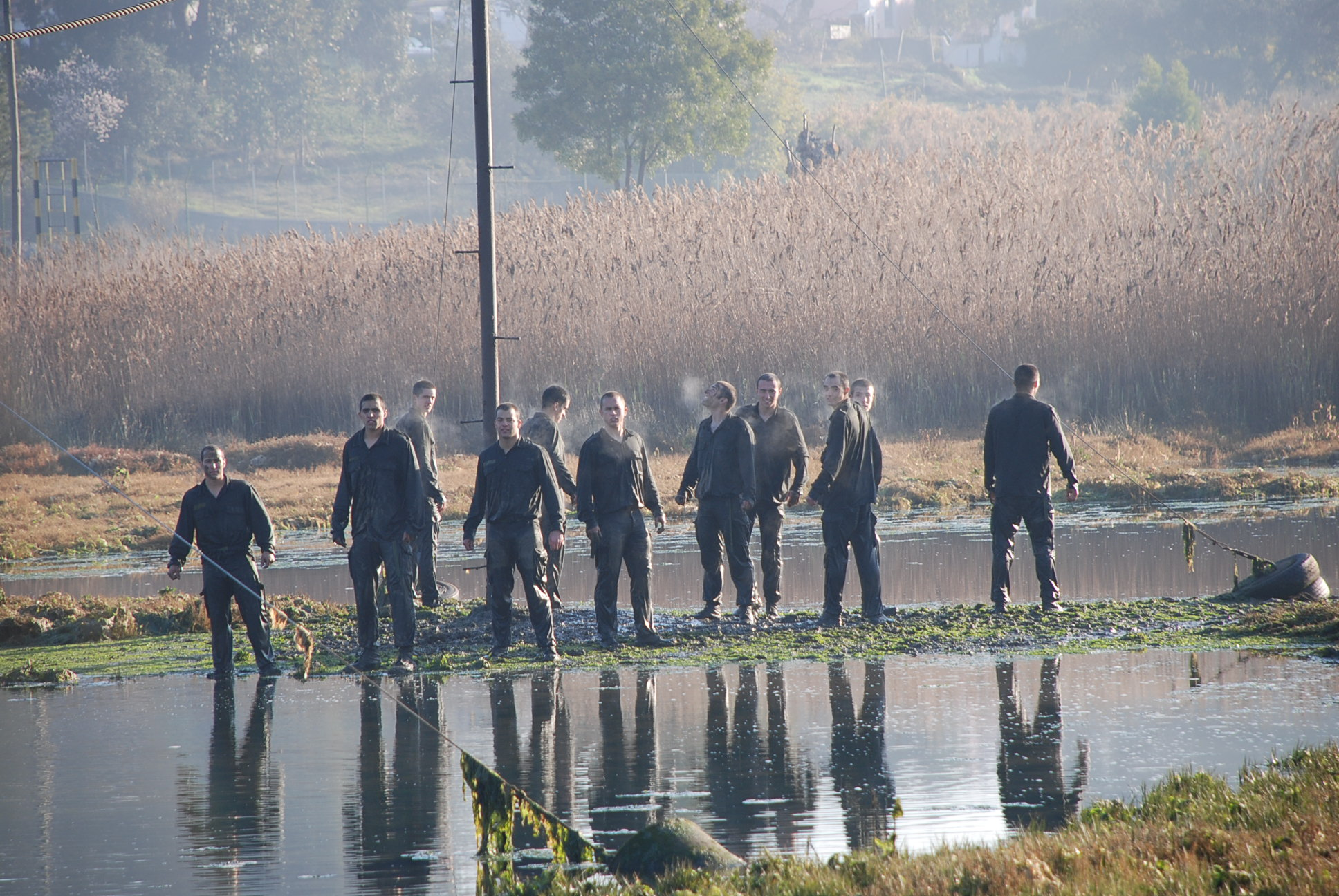
Recruits under training in the Marines School at Vale do Zebro.

La formación inicial para convertirse en un Fuzileiro (marino) alistado dura unas 42 semanas. El entrenamiento se realiza en la Escuela de Marines (Escola de Fuzileiros) en Vale de Zebro. Es física y mentalmente riguroso y exigente, y sólo entre el 15% y el 35% de los alumnos iniciales aprueban y se convierten en Fuzileiros.
Los reclutas en formación están constantemente sometidos al estrés y a la presión de los instructores, que no les dan tregua. Todas las actividades están cronometradas y puntuadas: marcha de varias decenas de kilómetros con equipo y armas, carreras de obstáculos en tierra y barro, navegación nocturna en tierra. La formación se completa con entrenamiento de armas de fuego y técnicas especiales de combate, rapel y escalada, navegación, demoliciones básicas, comunicaciones y combate cuerpo a cuerpo.

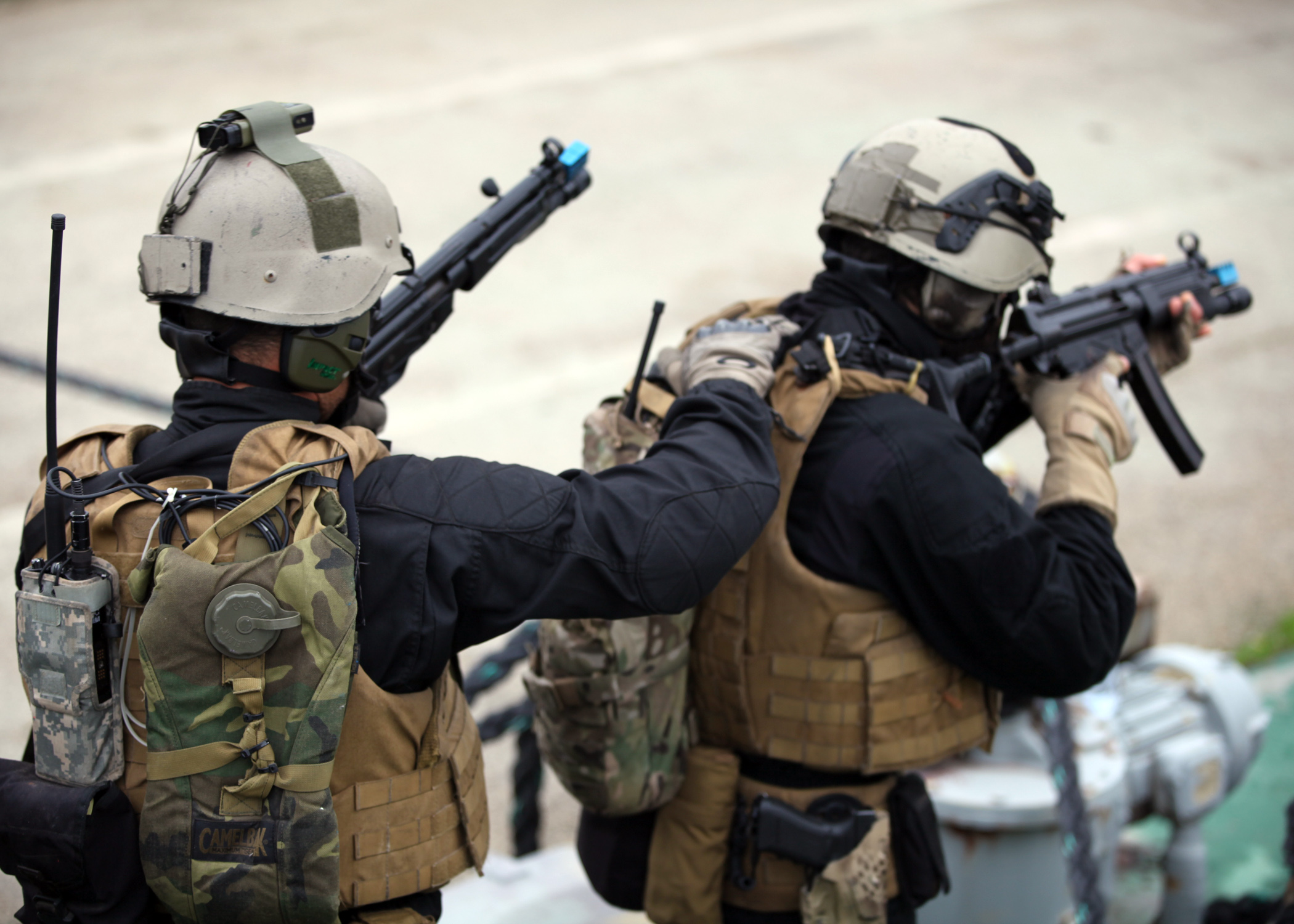
Special Actions Detachment opertators

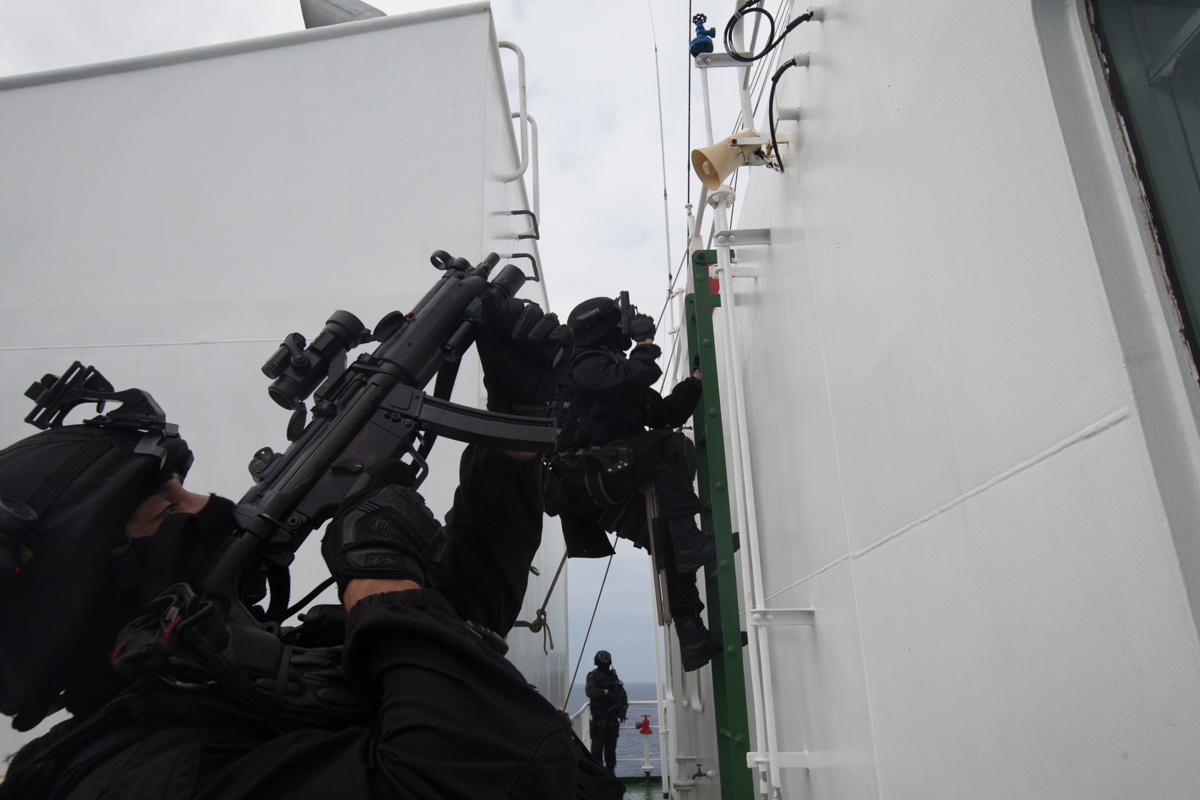
Boarding Platoon members in a ship boarding exercise

Las últimas fases del curso son principalmente ejercicios de campo que imitan las operaciones reales en los teatros terrestres y anfibios.
Esta última fase pone a prueba lo enseñado y practicado en las etapas iniciales, como patrullas de reconocimiento, incursiones de asalto, emboscadas, operaciones CQB/urbanas, SERE, guerra NBQ, etc.
El curso culmina con una marcha en grupo de 60 km que debe completarse en un tiempo determinado.
Tras completar con éxito su formación, los Fuzileiros reciben la boina azul oscuro y la insignia del curso en una ceremonia oficial antes de ser asignados a unidades operativas.
Durante y después del Curso de Fuzileiros, los militares fuzileiros reciben formación en áreas tan variadas como:
- Tácticas de unidades pequeñas
- Inglés básico
- Patrullas de reconocimiento de largo alcance
- Técnicas de escape y evasión
- Inactivación de artefactos explosivos convencionales
- Primeros auxilios avanzados
- Demoliciones, minas y trampas
- Tiro de combate
- Conducción de vehículos tácticos
- Desarme de artefactos explosivos improvisados
- Zapadores
- Comunicaciones
- NBC - Nuclear, Biológico y Químico
- Vigilancia y contravigilancia del campo de batalla
- Abandono de aeronaves en inmersión
- Tiroteo
- Combate cuerpo a cuerpo
- Cuerda rápida/ayuda/descenso
- VBSS
- CQB

## Equipamiento

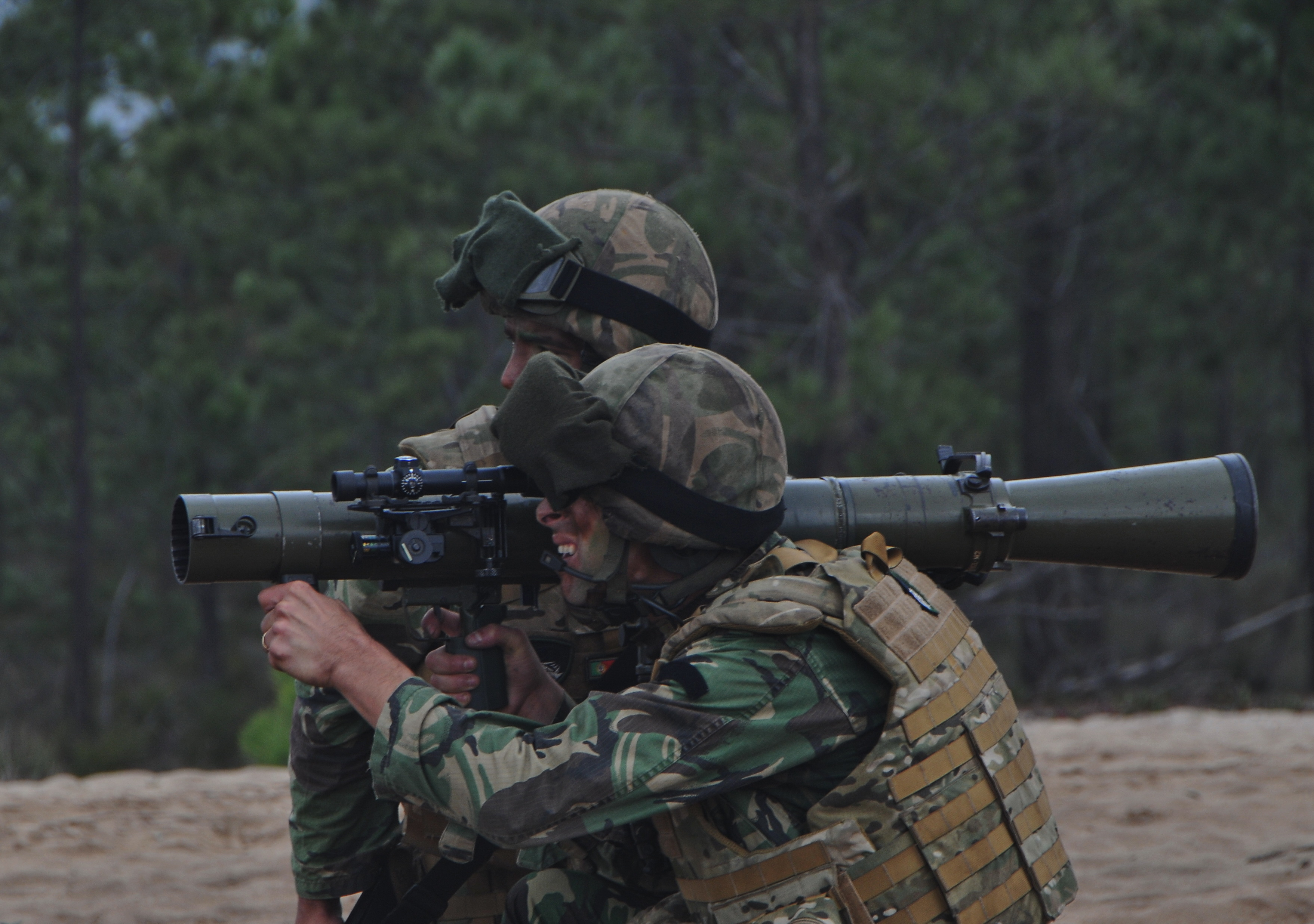
Anti-tank fire support team in a NATO Exercise in Lithuania, firing a Carl Gustav recoilless rifle.

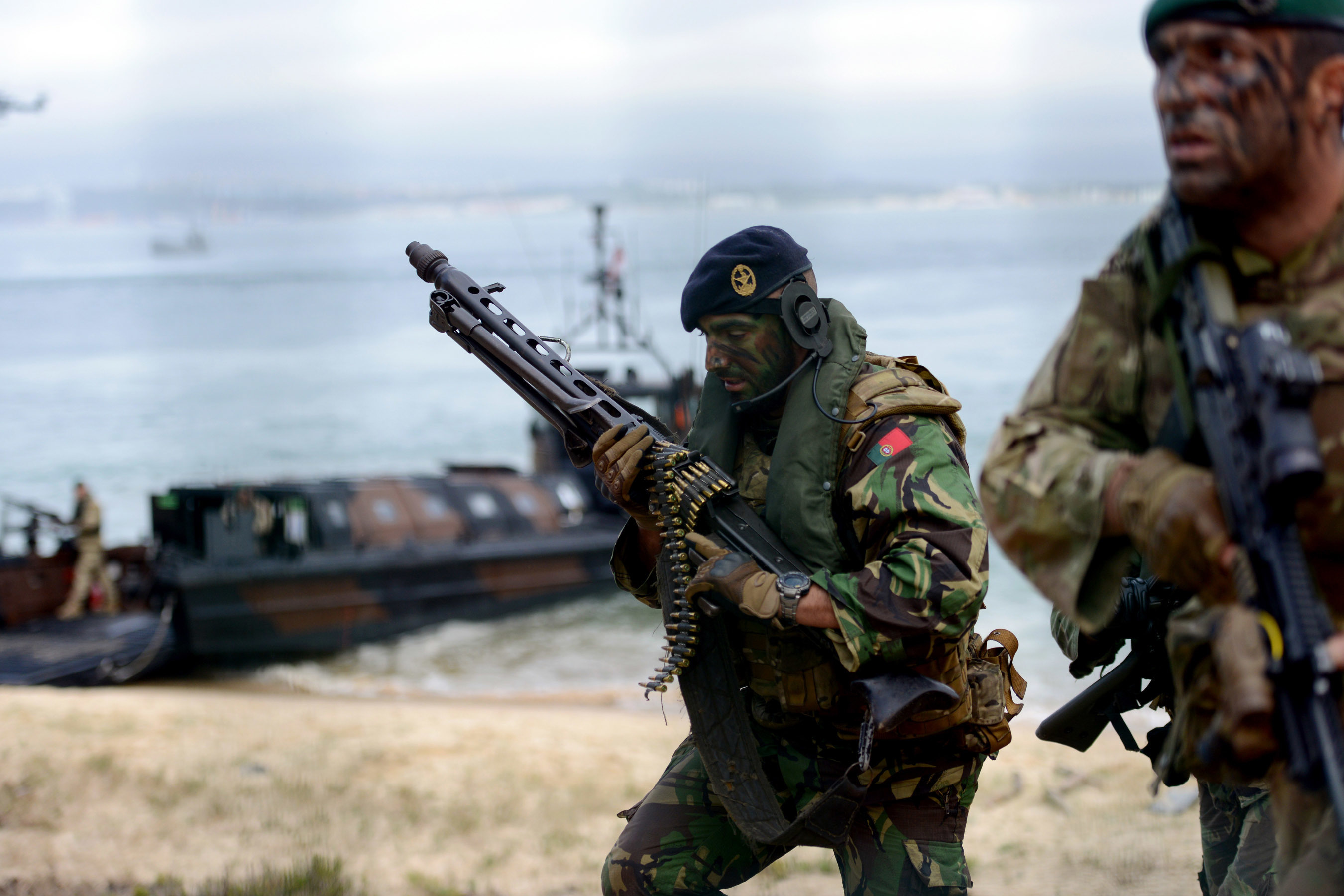
Portuguese Marine landing during NATO exercise Trident Juncture 15

### Infantry weapons

#### Pistolas
- Glock 17 9mm pistol;

#### Submachine guns
- Heckler & Koch MP5A3;

#### Fusiles de asalto
- Heckler & Koch G3 Spuhr 7.62mm;
- Heckler & Koch G36KV 5.56mm (operaciones especiales);
- Heckler & Koch HK416 A5 5.56mm (operaciones especiales);
- M16A2 with M203 40mm grenade launcher (operaciones especiales);

#### Ametralladoras
- FN Minimi Mk3 5.56mm;
- MG3 7.62mm;
- M2HB Browning 12.7mm;

#### Escopetas
- Remington 870 calibre 12;
- Mossberg 590 calibre 12;

#### Fusiles de francotirador
- Heckler & Koch HK417 A2 7.62mm sniper variant (special operations);
- MSG-90 7.62mm sniper rifle;
- Mauser 86SR 7.62mm sniper rifle;
- AW 7.62mm sniper rifle (special operations);
- AWSM .338 LM sniper rifle (special operations);
- AW50 12.7mm sniper rifle (special operations);

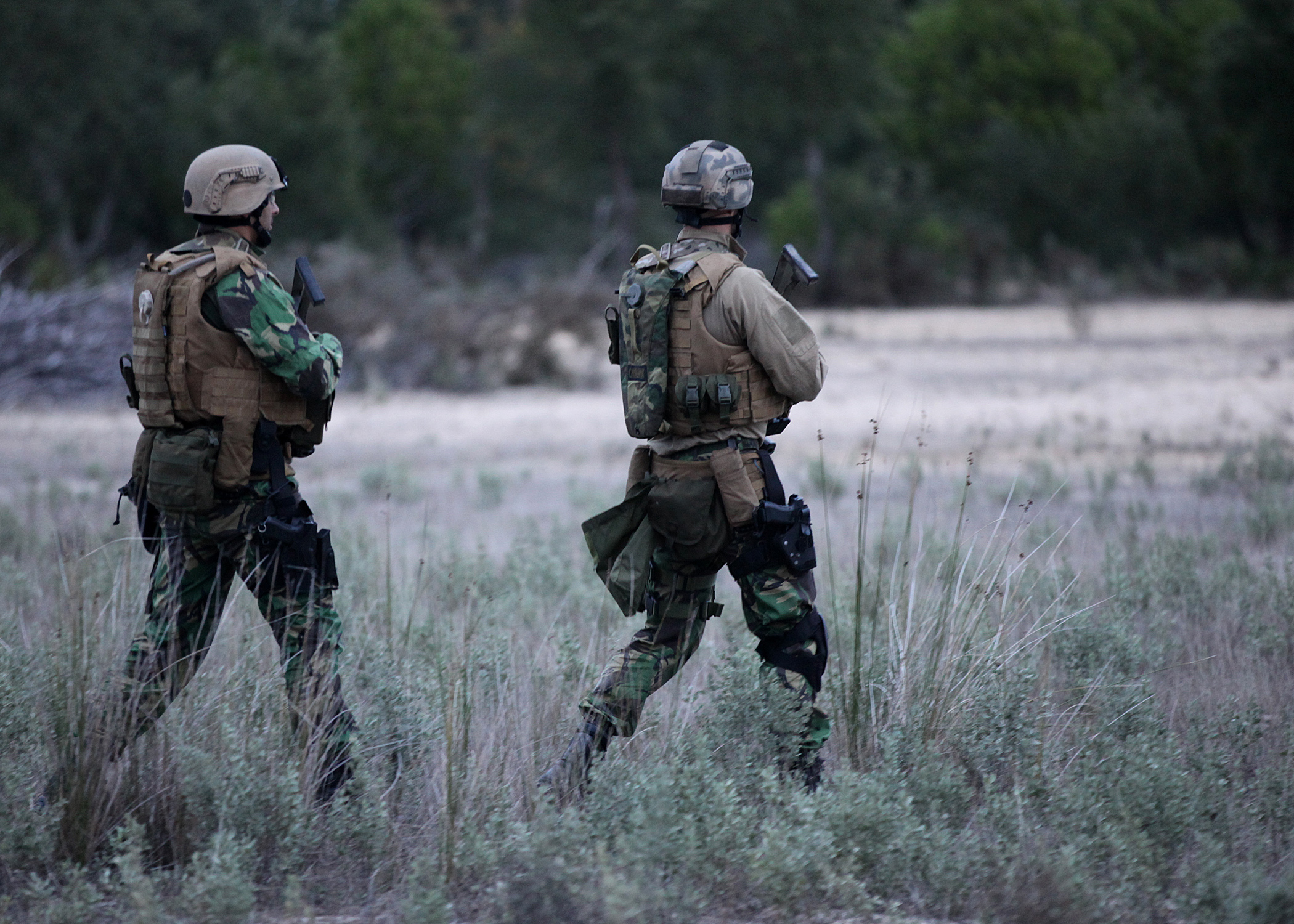
Special Actions Detachment during NATO exercise Trident Juncture 15

#### Grenade launchers
- M203 used on M16A2 (special operations);
- Heckler & Koch GMG;

#### Mortars
- 120mm Tampella B heavy mortar;
- 81mm L16 medium mortar;
- 60mm fast mortar;

#### Anti-Tank missiles
- Carl Gustav M3;
- MILAN.

### Vehículos
- Traxter HD8;
- HMMWV M1025A2/M1151A2 (Prestado por el Ejército portugués)[1]
- Nissan Patrol;
- Land Rover Defender 90/110;[2]
- Toyota Land Cruiser HZJ73 armed with MILAN ATGM, M2HB Browning or HK GMG;
- Toyota Hilux;
- Mitsubishi L200;
- Mercedes-Benz 24 GD;
- Mercedes-Benz Unimog U1300L;
- Mercedes-Benz Unimog U1550L;
- Mercedes-Benz Unimog U4000;
- Mercedes-Benz Atego 1823;
- Mercedes-Benz Actros 3340 EMPL Fahrzeugwerk EH/TC 30.000;
- Iveco Trakker 330 with communications shelter;
- LARC-V.